# Parc provincial Herring Cove
Le parc provincial Herring Cove est un parc provincial du Nouveau-Brunswick situé à Campobello Island, précisément sur l'île Campobello. Le parc provincial est, par voie terrestre, uniquement accessible via le pont Franklin Delano Roosevelt et la ville de Lubec, au Maine. 
Ce parc de 4,22 km2, comprend une plage de 1,6 km donnant sur la baie de Fundy et six sentiers de randonnée, qui permettent l'accès notamment à une forêt d'épinettes. Un terrain de camping ainsi qu'un terrain de golf de neuf trous se trouvent également dans l'enceinte du parc. 